# Cristoforo Colombo (voilier)
Le Cristoforo Colombo était une unité de la Regia Marina, sister-ship de l'Amerigo Vespucci, utilisé pour la formation des cadets à la fin de la Première Guerre mondiale.
Le nom de Cristoforo Colombo avait déjà été porté par quatre anciennes unités de la Regia Marina. le premier était un brigantin provenant de la Marine du royaume de Sardaigne, lancé en 1843 et radié en 1867 ; suivi par deux croiseurs, tous deux construits à l'Arsenal de Venise, dont le premier a été lancé en 1875 et en service entre 1876 et 1891 et le second lancé en 1890 et en service entre 1892 et 1907 ; et enfin le cuirassé de 1915 du chantier naval de Sestri Ponente à Gênes, démoli en 1921 avant même son lancement.

## Description
En 1925 la Marine italienne avait ordonné la construction de deux navires pour la formation des équipages pour remplacer les deux anciennes unités classe Flavio Gioia. Le concepteur de cette unité a été la lieutenant colonel du Corpo del genio navale Francesco Rotundi, et a été réalisé sur le chantier naval royal de Castellammare di Stabia.
La propulsion principale à voile se composait de vingt-six voiles dont la surface totale était de 2,824 m2. La propulsion secondaire se composait de deux moteurs dieselo-électrique. Le navire avait deux hélices.
Le navire, lancé le 4 avril 1928, est entré en service le 1er juillet 1928 et, dès 1931 fut accompagné dans son activité de formation de la seconde des unités qui avaient été commandés en 1925, l'Amerigo Vespucci, très similaire, toujours en service aujourd'hui.
Après la Seconde guerre mondiale, conformément au traité de paix signé à Paris, le navire a été transféré à l'Union soviétique en 1949 en tant qu'indemnité de guerre par le traité de Paris (1947).
Le 9 février 1949, le navire quitte le port de Tarente pour Odessa.
Rebaptisé Dunaj (Danube en russe), il est affecté à la 78e Brigade de formation en Mer Noire jusqu'à 1959. En 1961, devant être soumis à un entretien majeur, qui n'a jamais été initié, il a été démâté et utilisé comme navire de transport pour le bois jusqu'en 1963. Il a brûlé avec sa cargaison dans les eaux soviétiques et parce qu'il a été jugé non rentable à son rétablissement, a été mis au rebut, restant abandonné et finalement démoli en 1971.

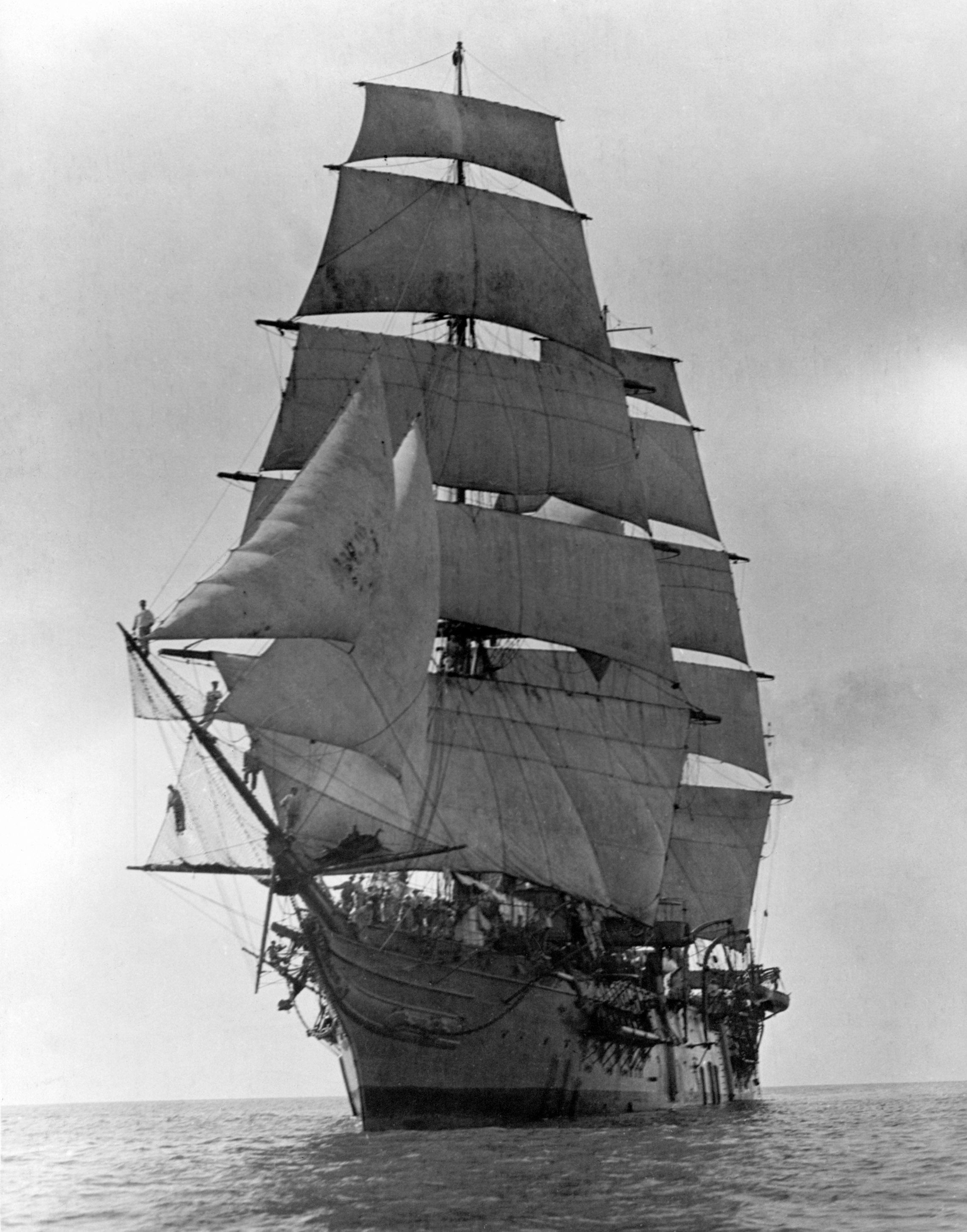
Sous voile
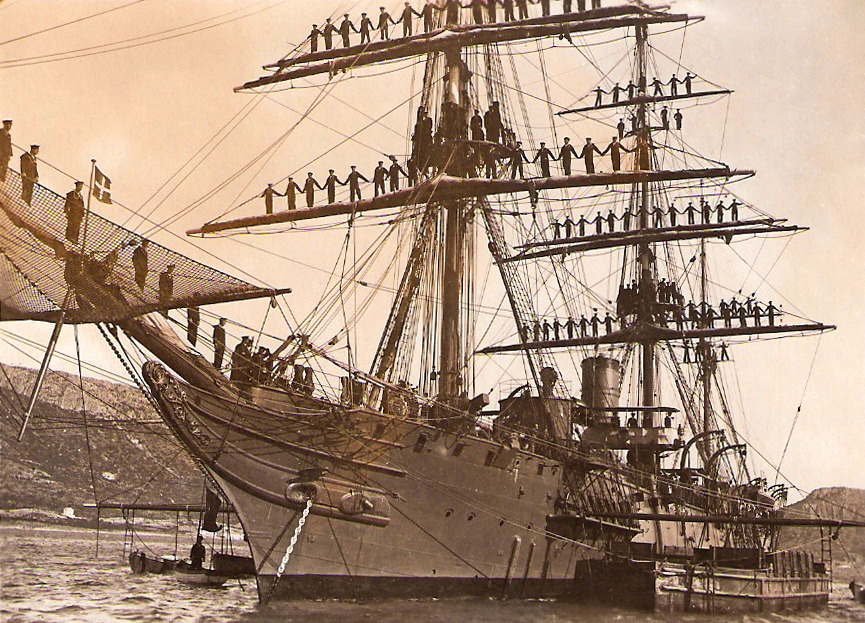
archive
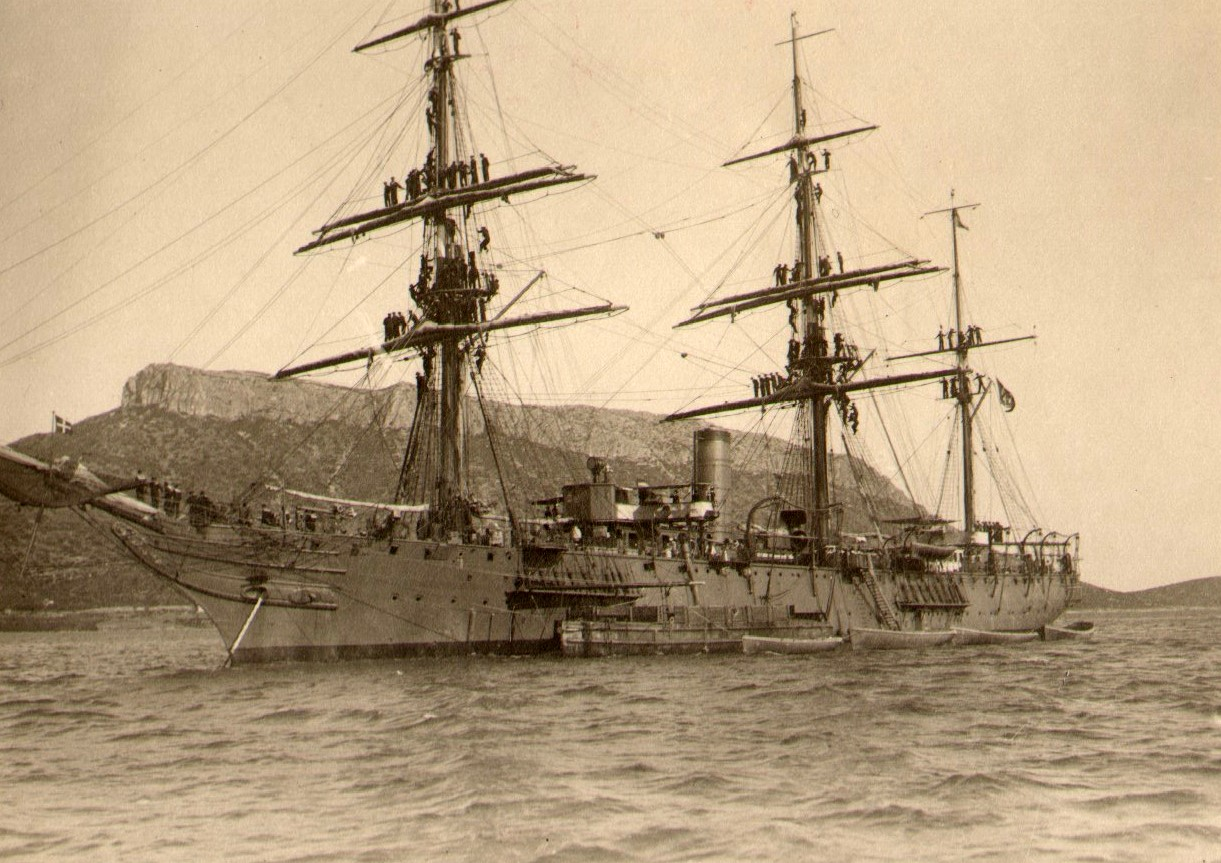
en 1924

### Lien connexe
- Amerigo Vespucci